# Grifo de Barcelona

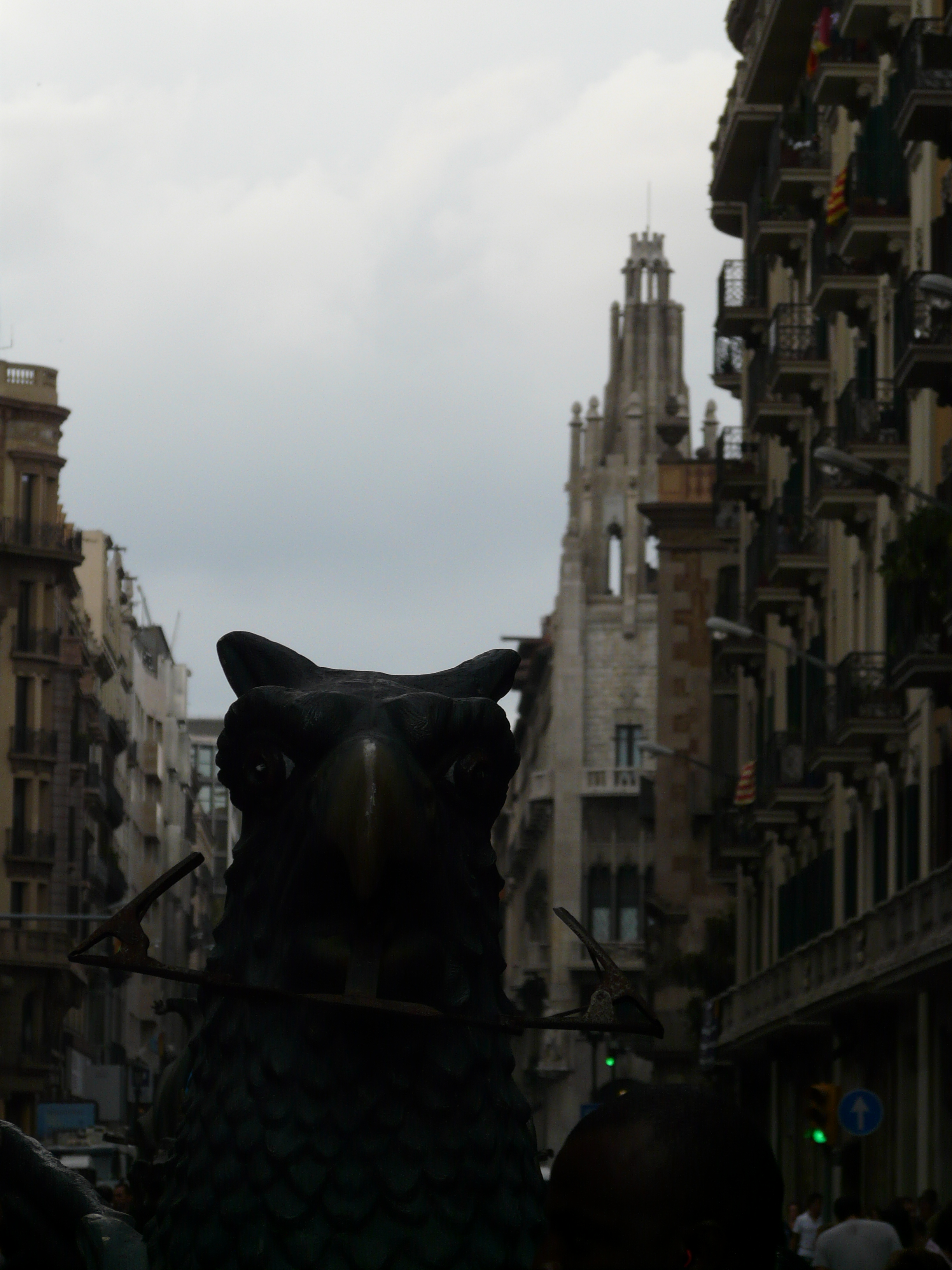
Grifo de Barcelona.

El Grifo de Barcelona es una bestia de Barcelona (España) que representa un grifo, un animal mitológico medieval con cabeza y alas de ave rapaz y cuerpo de león. Es una pieza de fuego que echa chispas desde dos puntos del pico. Es portada por una persona y pertenece a la Asociación de Geganters de Les Corts.
La figura, hecha de fibra de vidrio, es obra del imaginero Xavier Jansana. Lo presentaron en el parque de la Ciudadela el 30 de enero de 1994. Desde entonces, ha participado en correfocs y espectáculos pirotécnicos de tipos diferentes, tanto en las fiestas del distrito de Les Corts como en las de la ciudad —La Merced y Santa Eulalia—.